# Mattias Alkberg BD
Mattias Alkberg BD, förkortat MABD, var ett svenskt band från Luleå som kombinerade traditionell svensk punk med indiepop. Texterna skrevs av sångaren Mattias Alkberg. BD i namnet kommer av länsbeteckningen för Norrbottens län.
Albumet Tunaskolan som kom våren 2004 fick översvallande kritik i allt från Flamman till Kamratposten och utnämndes bland annat till årets skiva i Sonic Magazine. Vissa av texterna på albumet är politiska, som "Haschkollektiv" och "Don Quixote". "Fyllskalle" blev en radiohit och publikfavorit vid bandets turnéer 2004. 
Bandet har släppt flera låtar som inte utgivits på skiva utan har kunnat laddas ner från bandets webbplats. De har också gjort en nidvisa i modern tappning i låten "Sture Bergman LoFi" (låten är dock ej utgiven på skiva).
Mattias Alkberg BD uppmärksammades när de avsade sig grammisnominering i "årets pop manlig" med motiveringen att juryn inte förstått att de var en grupp och därmed nominerat bandet i fel kategori. Samtidigt passade de även på att kritisera kommersialiseringen och könsskillnaderna inom musiken.
Mattias Alkberg meddelade i ett inlägg på mabd.se den 14 maj 2008 att bandet upplösts.

## Medlemmar
- Mattias Alkberg, sång och gitarr (också medlem i The Bear Quartet)
- Cristian Ramirez, trummor (också medlem i Park hotell)
- Mats Lundstedt, gitarr
- Anders Teglund, keyboard (också medlem i Cult of Luna och Convoj)
- Frans Johansson, bas (också medlem i Les Big Byrd samt tidigare medlem i Fireside)
- Karl Göransson, gitarr

### Före detta medlemmar
- Patrik Jäder, bas
- Nils Johansson, gitarr

## Diskografi

### Album
- 2004 - Tunaskolan (Planekonomi)
- 2005 - Jag ska bli en bättre vän (A West Side Fabrication)
- 2006 - Ditt hjärta är en stjärna  (A West Side Fabrication)

### Singlar
- 2004 - Fyllskalle (Planekonomi)
- 2005 - Politix (A West Side Fabrication)
- 2005 - Ragnar (EP utgiven av A West Side Fabrication)
- 2006 - Reevolution (mp3-/radio-singel utgiven av A West Side Fabrication)
- 2007 - Eld i berget (mp3-/radio-singel utgiven av A West Side Fabrication)